# Belle Isle (Stati Uniti d'America)
Belle Isle è un comune degli Stati Uniti d'America, situato in Florida, nella Contea di Orange.